# Frente Amplio (Guatemala)
El Frente Amplio de Guatemala fue una coalición de partidos políticos de izquierda de Guatemala que se formó en 2010 para participar en las elecciones generales de Guatemala de 2011.
Fue una coalición de fuerzas de izquierda y progresistas del país integrada por varias organizaciones civiles y partidos políticos.

## Historia
El Frente Amplio se formó en 2010 y en 2011 estará disputando la presidencia del país frente a otras nueve opciones para los guatemaltecos. El Frente Amplio estuvo integrado por varias organizaciones indígenas, campesinas, comunitarias, etc. y los partidos políticos: Movimiento político WINAQ, Unidad Revolucionaria Nacional Guatemalteca, Alternativa Nueva Nación y Movimiento Nueva República. Su objetivo principal, según la organización, era la transformación de Guatemala a través de la unión de fuerzas sectoriales "democráticas y progresistas". 
Si bien el concepto de "Frente Amplio" se ha sido utilizado en otros países de América Latina, como el  Frente Amplio (Uruguay) y el Frente Amplio (Costa Rica), para referirse a iniciativas puramente izquierdistas, el Frente Amplio guatemalteco buscaba dar cabida a todos los sectores progresistas, priorizando candidaturas de jóvenes, indígenas y mujeres. Su candidata a la presidencia fue Rigoberta Menchú Tum, conocida como Nieta de los Mayas-K’iche’s por segunda vez consecutiva en Guatemala, como candidato a vicepresidente fue proclamado el diputado Aníbal García, dirigente del MNR.
En la elección presidencial, la coalición recibió 142.599 votos, situándose en el sexto lugar de preferencias electorales con el 3.22 % de los votos mientras que en la elección al Congreso logró 2 diputados. No obtuvieron ningún diputado al Parlamento Centroamericano, aunque ganaron la alcaldía de Sibinal, San Marcos bajo la alianza WINAQ-ANN. 